# Armoiries du Pakistan
Sur les armoiries du Pakistan, figurent les symboles de sa religion d’État, de ses principales ressources naturelles et de son art traditionnel.

## Description et symbolique
L'emblème de l'État du Pakistan a été adopté en 1954 et symbolise le fondement idéologique du Pakistan, la base de son économie, son patrimoine culturel et ses principes directeurs. Les quatre composantes de l'emblème sont un croissant et une crête d'étoiles au-dessus d'un bouclier qui est entouré d'une couronne, en dessous de laquelle est un rouleau. La crête et la couleur verte de l'emblème sont des symboles traditionnels de l'islam. Le bouclier cantonné au centre montre le coton, le blé, le thé et le jute, qui ont été les principales cultures du Pakistan à l'indépendance et sont représentés sous forme de bouclier et signifient la principale base agricole pour l'importance de l'économie nationale. La couronne florale, entourant le bouclier, est Jasminum officinale (la fleur nationale) et représente les dessins floraux utilisés dans l'art traditionnel moghol et met l'accent sur le patrimoine culturel du Pakistan. Le rouleau qui supporte le bouclier contient la devise nationale en ourdou, "Īmān, Ittiḥād, Naẓm", qui se lit de droite à gauche: (ایمان, اتحاد, نظم), traduit par "Foi, Unité, Discipline".